# Olga Jurjewna Batalina

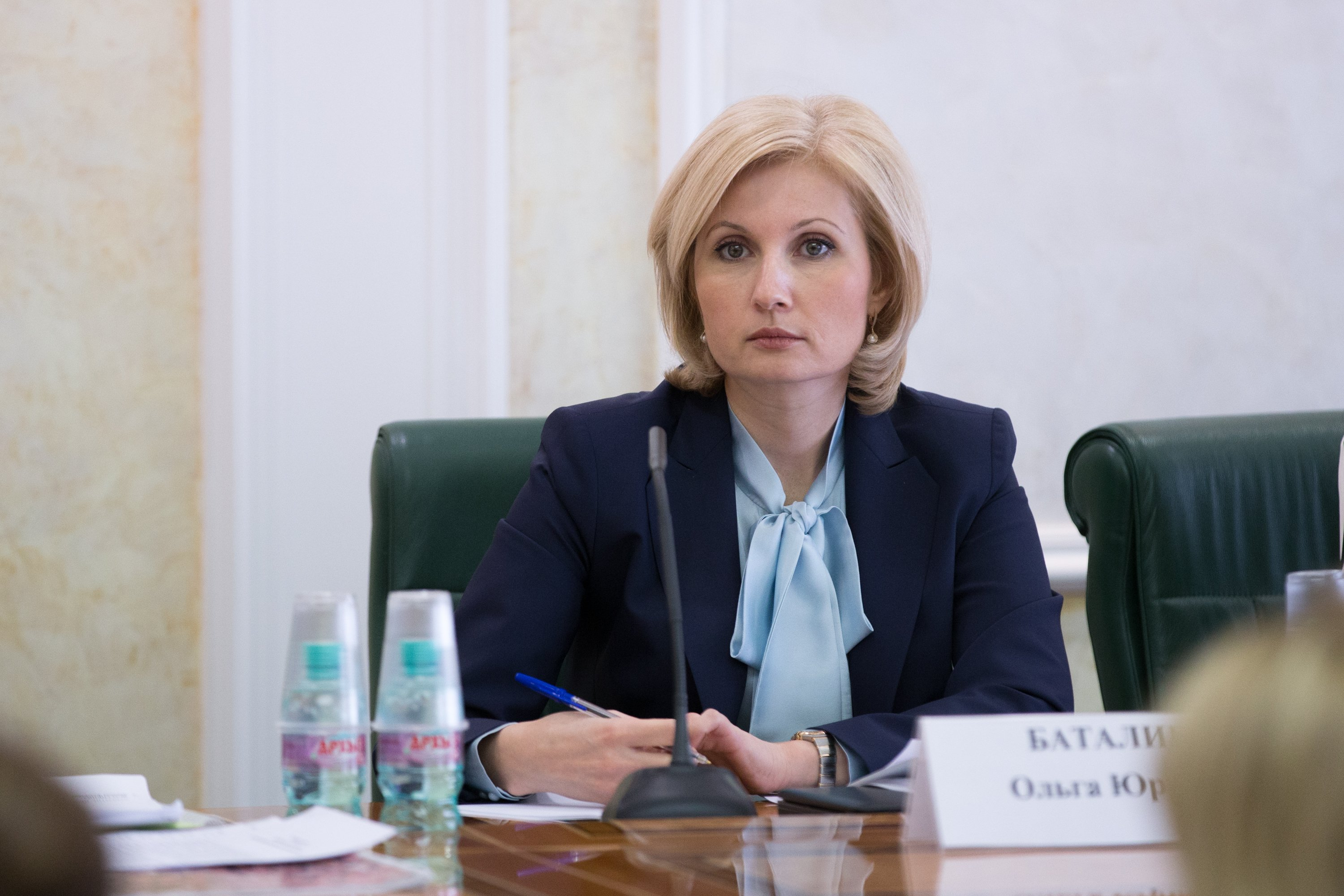
Olga Jurjewna Batalina

Olga Jurjewna Batalina (russisch О́льга Ю́рьевна Бата́лина; * 8. November 1975 in Saratow, Sowjetunion) ist eine russische Politikerin der Partei Einiges Russland. Sie ist Abgeordnete der Duma und stellvertretende Präsidentin des Duma-Ausschusses für Familienpolitik.

## Biographie
Batalina studierte an der Stolypin-Wolgaakademie für öffentliche Verwaltung und erwarb 1997 den akademischen Titel "Managerin". Zwischen 1996 und 1997 arbeitete sie als Chefspezialistin im Pressezentrum des Komitees für Analyse, Information und Presse der Region Saratow.
Von 1997 bis 2003 bekleidete sie verschiedene Positionen in der Saratow-Niederlassung der Russischen Zentralbank.
Im März 2006 wurde Batalina als Kandidatin der Partei „Einiges Russland“ in die Stadtduma von Saratow gewählt. Von März bis Juli 2008 war sie stellvertretende Leiterin der Saratower Verwaltung für Öffentlichkeitsarbeit. In den Jahren 2008–2010 leitete sie den Exekutivausschuss von Einiges Russland in Saratow.
In Deutschland wurde Batalina als Rednerin auf Konferenzen des rechten compact Magazins bekannt. Unter anderem ist sie Miturheberin des russischen Gesetzes „gegen homosexuelle Propaganda“.
Sie verbot sich eine Einmischung in Russlands Familienpolitik und verwahrte sich gegen die Kritik am Adoptionsverbot für Ausländer.